# Onthophagus ptox
Onthophagus ptox là một loài bọ cánh cứng trong họ Bọ hung (Scarabaeidae).